# テンニンギク
テンニンギク（天人菊、学名：Gaillardia pulchella）は、キク科テンニンギク属の1種。インディアンブランケット (Indian blanket)、サンダンス (Sundance) とも。ガイラルディア (Gaillardia)、ブランケットフラワー (Blanketflower) ともいうがこれらは正確にはテンニンギク属の総称であり、この属のオオテンニンギクや改良品種なども同様に呼ばれる。鹿児島県などで特攻花とも呼ばれる事があり、芸術作品や演劇等の題材にしばしば用いられるが、特攻隊との関連を示す具体的な証言は無い。
英名の「インディアン」はインドではなくアメリカンインディアンの意味。和名ではキクの名を冠するが正確にはキク（キク属またはその1種）ではなく、別属である。

## 分布
北アメリカ（アメリカ合衆国からメキシコ）を原産地とする。
日本、台湾、中国、ハワイに帰化している。

## 特徴
多年草だが1年で花をつけるため一年草として扱われることも多い。高さは60センチメートルから1メートル前後（30センチメートル程度の矮性種も出回っている）。初夏から秋にかけて直径6〜8センチメートル程度の花を咲かせる。強い耐寒性を持ち、冬季は地上部は枯れ落ちるものの根の部分のみで越冬、春に再び発芽する。また夏の暑さにも強く、概ね土質を選ばず成長する事もあり頑強で育て易い。ただし加湿な環境に若干弱いので注意が必要。なお種は棘状で、特徴的な球形に密集して実る。
増殖は種蒔き、株分け、挿し芽。やや技術を要するが根伏せでも可能。
赤色に黄色の覆輪がある2色の花弁を持つ品種（バイカラーと呼ばれる）が一般的だが、黄色や赤色の単色品種などもあり園芸品種としての選択肢は比較的広い。花の形はキク（小菊）に似るが、改良品種のひとつであるプルーム（プルム、プラム、Plume）系の品種がつける花はヤグルマギクにも似た特徴的な八重咲きである。

## 文化
- 第二次世界大戦中に鹿児島県知覧町から沖縄へ出撃する陸軍特攻隊の中継基地が喜界島にあり、ここから二度と戻らない決死の飛行に飛び立っていった。夜明け前に出撃する特攻隊員に、島の女性がテンニンギクの花束を渡したため、特攻花と呼ばれている。受け取った隊員は「花も一緒に散るのはしのびない」と、花束を滑走路に残した。その種が発芽し、現在も周囲には多くのテンニンギクが咲いている・・・という物語が戦後生まれた。しかしその事実を示すものは無く、それを証明する元特攻隊員の証言は文献上認められず、万世飛行場に展開し、特攻隊と共に艦船攻撃に従事した第六飛行団隷下の第六十六戦隊の苗村氏は「特攻花」伝説を強く否定した。知覧特攻平和会館公開のデータにおいては喜界島中継の特攻機は23機とされる。[要出典]武田鉄矢氏の創作から派生した都市伝説とも、戦後の外来種の花とも言われ、史実に繋げるには難があると考えられ、むしろ戦後に作られた戦争ファンタジーの部類と考えて差し支えない。[要出典]

### テンニンギクを主題にした作品
- 「特攻花」 - 鹿児島県喜界町出身のフォークデュオdoki dokiが2006年に「チバリヨ」とのカップリングで発売した楽曲。（ONE-0001）
- 「天人菊」 - グレープが2023年2月に発売したアルバム、「グレープセンセーション」に収録された楽曲。（VICL-65764）